# Étienne-Louis Boullée

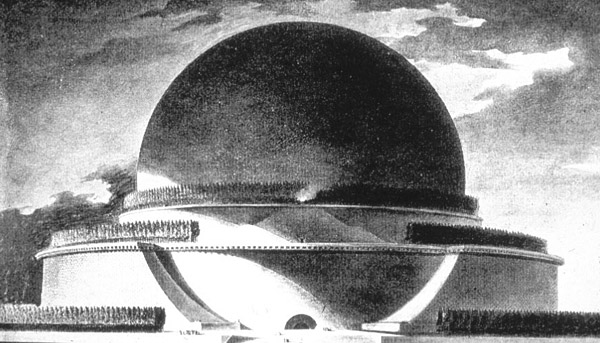
Förslag till minnesmärke över Newton, 1784.

Étienne-Louis Boullée, född 12 februari 1728 i Paris, Frankrike, död 6 februari 1799, var en fransk arkitekt.
Boullées design för ett minnesmärke över Isaac Newton (1784) visar ett underligt drag inom nyklassicismen, en sorts "drömarkitektur", som var alltför stor och främmande för att förverkligas.
Filmen Arkitektens mage av Peter Greenaway handlar om en arkitekt som ägnat en stor del av sitt liv till forskning om Boullée.